# Karel II. Stuart
Karel II. Stuart (29. května 1630 – 6. února 1685) byl král Anglie, Skotska a Irska.
Jeho otec, král Karel I. Stuart, podlehl svým protivníkům a anglickému parlamentu v občanské válce a byl 30. ledna 1649 popraven. Parlament nejmenoval Karla II. jeho nástupcem, ale dokonce vydal nařízení označující toto jmenování nezákonným. Anglie se de facto stala republikou a země byla řízena Oliverem Cromwellem. Skotsko bylo nezávislým královstvím a tak ho skotský parlament jmenoval 5. února 1649 skotským králem. Karel II. byl korunován jako skotský panovník 1. ledna 1651. Po porážce od Cromwellova vojska 3. září 1651 v bitvě u Worcesteru unikl na kontinent, kde strávil dalších devět let.
Politická krize po smrti Olivera Cromwella roku 1658 vedla k tomu, že byl požádán, aby se vrátil a nastoupil na trůn a byla tak obnovena monarchie. Karel dorazil do Londýna 29. května 1660. Dokumenty vydávané po tomto roce byly datovány tak, jako by se stal nástupcem svého otce hned po jeho smrti. Po jeho nástupu na trůn došlo k uvolnění veřejného života svázaného v předchozím období přísnými puritánskými pravidly. V době jeho panování, přesněji roku 1666, byl Londýn zasažen dvěma katastrofami: Velkým morem a Velkým požárem.

## Mládí

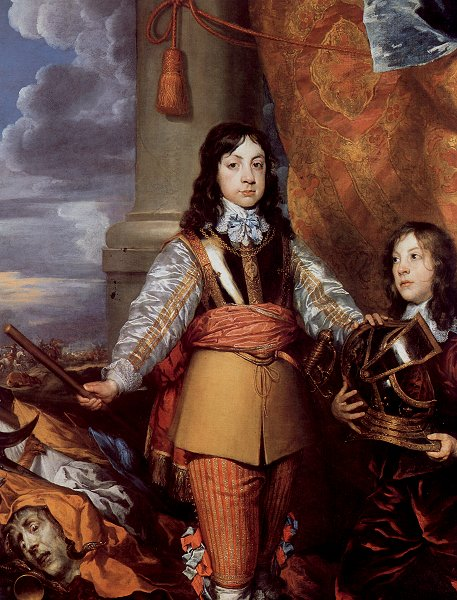
Karel II. jako princ z Walesu

Karel se narodil 29. května 1630 v St James's Palace jako nejstarší syn Karla I. a jeho manželky Henrietty Marie Bourbonské. V osmi letech byl jako nejstarší syn krále jmenován princem z Walesu. V době první fáze občanské války doprovázel svého otce v bitvě u Edgehill a na tažení roku 1645. Roku 1646 odjel Karel II. kvůli obavám o své bezpečí ze země do Francie ke své matce.
Karel I. byl zajat roku 1647, unikl a znovu byl zajat roku 1648. Navzdory synovu diplomatickému tlaku byl Karel roku 1649 popraven a Anglie se stala republikou. Ihned po popravě Karla I. jmenoval skotský parlament jeho syna skotským králem. Podmínkami byla jeho podpora covenanterům a rozšíření presbyteriánského systému správy církve. Přijetí těchto podmínek ale vyvolalo jeho nepopularitu v Anglii.
Dne 3. září 1650 byly jednotky covenanterů poraženy daleko méně početným vojskem Olivera Cromwella. Karel II. byl přesto 1. ledna 1651 korunován skotským králem. Pod hrozbou útoku Cromwellova vojska se rozhodl vyrazit s armádou do Anglie. Podpora tohoto tažení ze strany Skotů byla malá a jeho střet s Cromwellem v bitvě u Worcesteru skončil porážkou jeho armády. Karlovi se podařilo po nějaké době uniknout do Normandie.
Cromwell se stal lordem protektorem Anglie, Skotska a Irska. Karel nebyl schopen přes dobré styky jeho rodiny (francouzský král Ludvík XIV. byl jeho bratranec z matčiny strany) získat dostatečnou podporu pro vojenskou výpravu do Anglie. Spojenectví Francie s Cromwellem ho přinutilo odejít do Španělska. Pokusil se shromáždit armádu, ale chyběly mu na to finanční prostředky.

## Obnova monarchie

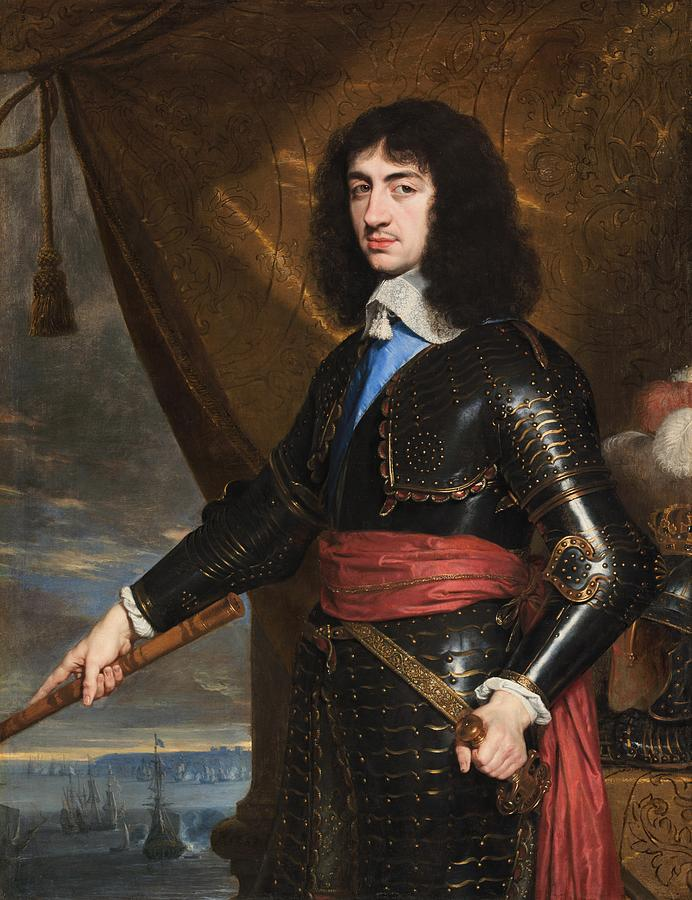
Karel II. král v exilu

Po Cromwellově smrti roku 1658 se Karlovy naděje na trůn zdály malé, protože se nástupcem ve funkci lorda protektora stal Cromwellův syn Richard. Ten ale postrádal spojence v parlamentu i armádě, v květnu 1659 byl nucen abdikovat a protektorát byl zrušen. V následném období politické nestability se chopil aktivity správce Skotska George Monck. Vyrazil se svou armádou do Londýna a přinutil parlament, aby přijal zpět vyloučené poslance. Tento parlament (Long Parliament) vyhlásil nové všeobecné volby a poté se rozpustil.
Nový parlament (Convention Parliament) zahájil své jednání 25. dubna 1660. Brzy poté obdržel Bredskou deklaraci, vydanou na Monckovu radu Karlem, ve které Karel mimo jiné souhlasil s odpuštěním provinění mnoha otcových nepřátel. Parlament se rozhodl jmenovat Karla králem a pozval ho do Anglie. V Irsku byl Karel jmenován panovníkem již dříve – 14. května. I když byla Zákonem o beztrestnosti a zapomnění vyhlášena všeobecná amnestie, byla ustavena výjimka pro 50 lidí, kterých se toto prominutí netýkalo. Někteří byli uvězněni nebo jednoduše vyloučeni z úřadu, devět odpůrců monarchie bylo popraveno. Posmrtně popraveny byly i ostatky Olivera Cromwella, Henryho Iretona a Johna Bradshawa.

## Velký mor a požár Londýna
Roku 1665 musel Karel čelit pohromě – velkému londýnskému moru. Veškeré snahy úřadů zastavit šíření epidemie se ukázaly neúčinnými a nemoc rychle expandovala. Počet umírajících dosáhl svého vrcholu v září, kdy týdně padlo za oběť moru až 7000 obyvatel. Karel se svým dvorem se v červenci odstěhoval do Salisbury. Jednání parlamentu se konala v Oxfordu.

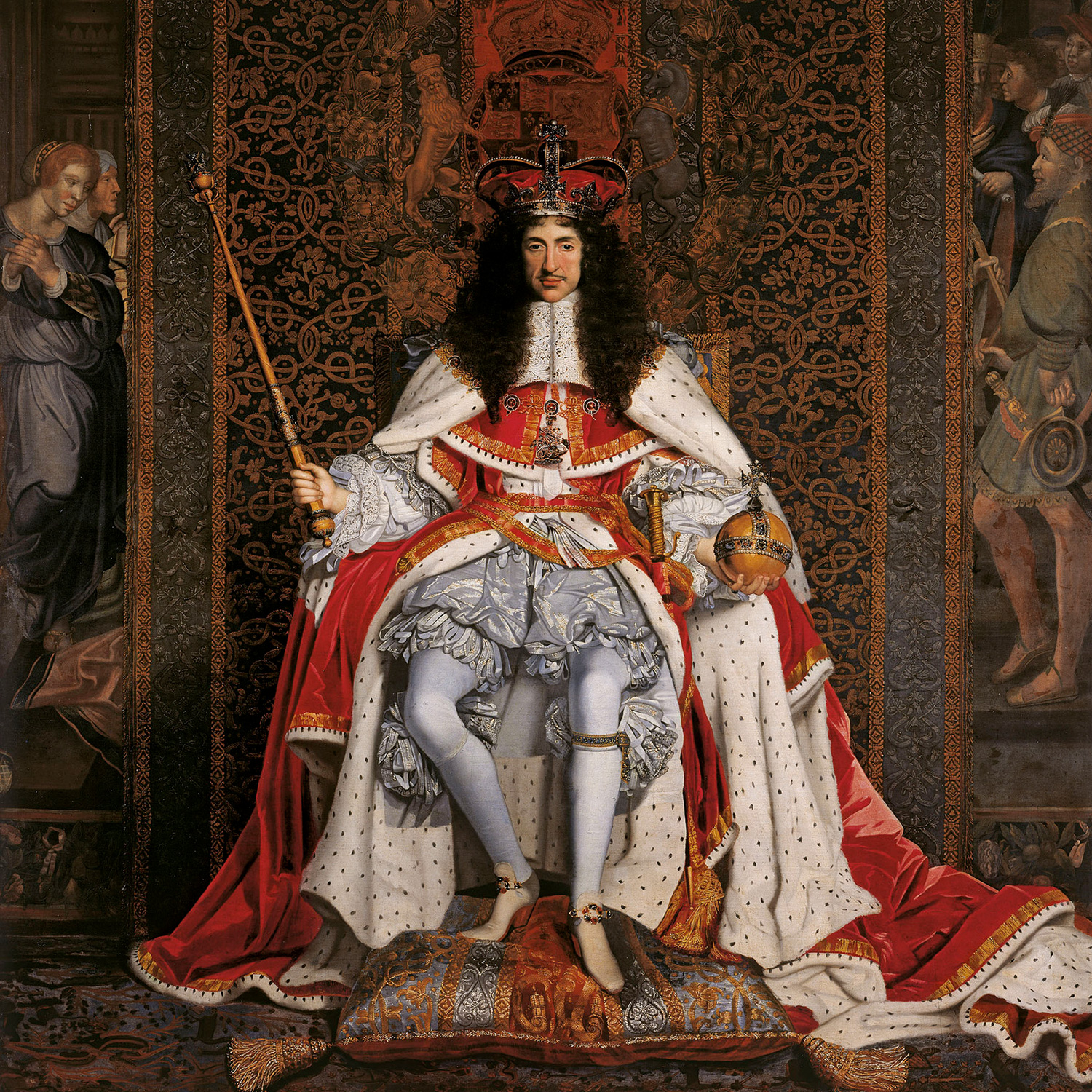
Karel II. v korunovačním rouchu

K této katastrofě se připojila další, která nicméně do jisté míry napomohla šíření moru zastavit. Velký požár Londýna vypukl 2. září následujícího roku 1666. Živel zničil asi 13 200 domů a 87 kostelů včetně katedrály svatého Pavla. Karel a jeho bratr pomáhali organizovat hašení požáru. Veřejnost obviňovala z jeho založení katolické spiklence, i když vznikl v pekařství na Pudding Lane.

## Zahraniční politika

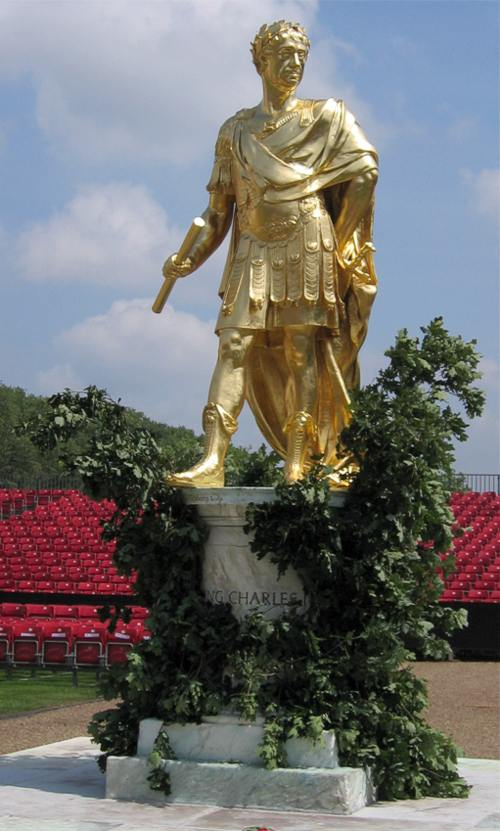
Socha Karla II. u královské nemocnice Chelsea

Od roku 1640 vedlo Portugalsko válku o nezávislost se Španělskem. Jeho spojencem byla Francie, ale po podpisu mírové smlouvy z roku 1659 toto spojenectví zaniklo. Po obnově monarchie v Anglii došlo k uzavření spojenectví mezi Anglií a Portugalskem. Součástí dohody byla i svatba mezi Karlem II. a Kateřinou z Braganzy. Jako věno Kateřina dostala Tangier a především Bombaj, která se stala základem pro expanzi Angličanů v Indii.
Válka s Holandskem, zahájená roku 1665, měla demonstrovat vliv Anglie v Africe a severní Americe. Zpočátku se štěstí přiklánělo k Angličanům, kteří zvítězili v bitvě u Lowesoftu. Ovšem jejich úspěchy měly jen krátké trvání. V roce 1666 utrpěli Angličané těžkou porážku v tzv. čtyřdenní bitvě. Tu sice v omezené míře odčinili menším vítězstvím v bitvě na den sv. Jakuba, ovšem v roce 1667 Holanďané podnikli překvapivý nájezd do ústí Temže, během nějž zničili královské loděnice na řece Medway a jádro zde zimující Royal Navy, přičemž královu vlajkovou loď HMS Royal Charles si odvezli jako trofej do Holandska. Tento konflikt byl ukončen mírovou dohodou roku 1667.
Karel udělil několik výsad Východoindické společnosti. Jednalo se o právo samostatně kupovat půdu, razit mince, velet vojenským oddílům, vyhlašovat válku a uzavírat mír a uplatňovat výkon práva v oblastech získaných v Indii. Roku 1688 pronajal ostrovy v okolí Bombaje za 10 liber, protože správa portugalských teritorií, které dostala Kateřina věnem, byla příliš nákladná. Roku 1670 povolil založení Společnosti Hudsonova zálivu, která se stala nejstarší společností v Kanadě. Na počátku se zaměřovala na výnosný obchod s kůžemi, ale postupně ovládla a kolonizovala více než 7 miliónů čtverečních kilometrů v severní Americe.

## Konflikty s parlamentem
I když měl Karel v počátečním období své vlády podporu parlamentu, jeho válečná tažení a náboženská politika vyvolaly spory. Roku 1672 vydal Karel deklaraci o odpuštění, v níž vyjádřil svůj záměr zrušit protikatolické zákony. Tentýž rok otevřeně podpořil katolickou Francii a zahájil další válku s Holandskem. Parlament se proti Karlově petici postavil a přinutil ho ji odvolat. Roku 1674, kdy nebyly dosaženy žádné výrazné výsledky ve válce s Holandskem, parlament ji odmítl dále financovat a přinutil Karla uzavřít mír.
Karlova manželka nebyla schopna porodit dědice, čtyři její těhotenství skončila potratem. Karlovým dědicem se tak měl stát jeho nepopulární katolický bratr Jakub, vévoda z Yorku. Částečně pod vlivem veřejného mínění, které se domnívalo, že je jeho rodina příliš katolická, svolil Karel ke sňatku Jakubovy dcery Marie s protestantem Vilémem III. Oranžským.

## Pozdní období

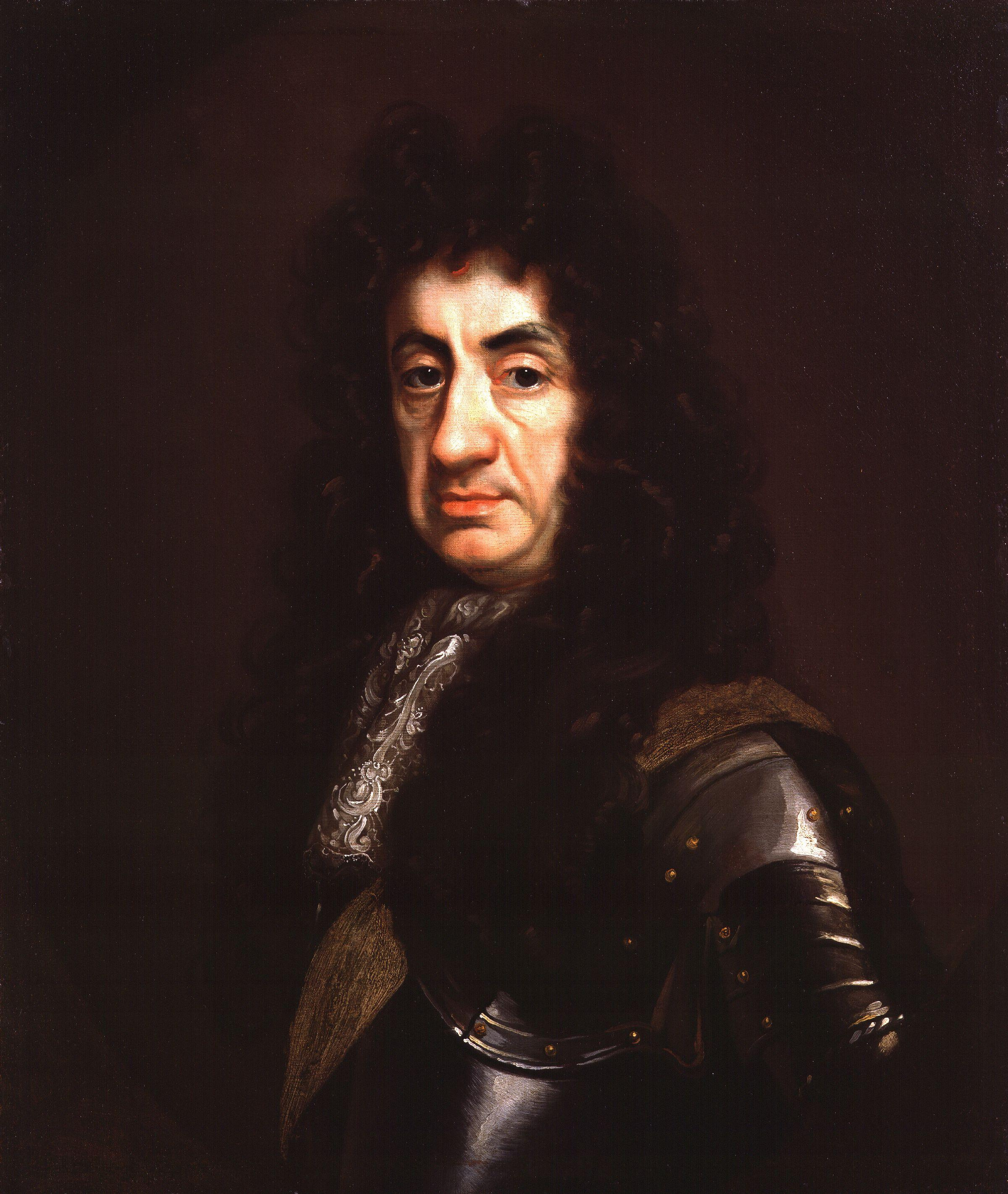
starý král Karel II.

Velkým politickým problémem bylo nástupnictví na anglický trůn. Po bezdětném Karlovi měl nastoupit na trůn jeho mladší bratr Jakub, který ovšem otevřeně vyznával katolickou víru. Možnost nástupnictví katolíka bylo velmi silně kritizováno Antonym Ashleym Cooperem a jeho spojenci, kteří byli posíleni návrhem zákona (Exclude Bill), který měl Jakuba z následnictví vyloučit. Jedna část poslanců se domnívala, že tento návrh zákona je nevhodný - tato skupina byla nazývaná Toryové. Druhá část přijetí zákona podporovala – tito byli nazývaní Whigové.
Z obavy, že by tento zákon mohl být přijat, Karel parlament rozpustil. Když se v březnu 1681 sešel nový parlament v Oxfordu, Karel ho poté, co se objevily snahy o přijetí zákona vylučujícího jeho bratra z následnictví, po několika dnech rozpustil znovu. V následujícím období podpora tohoto zákona poklesla a Karel získával podporu veřejnosti. Po zbytek období pak vládl jako absolutistický monarcha.
Karlův odpor k přijetí zákona vyprovokoval některé protestanty k přípravě spiknutí, jehož výsledkem měl být atentát na něho a jeho bratra Jakuba při návratu z dostihů v Newmarketu. Vlivem požáru se ale Karel musel vrátit dříve a tak se vyhnul plánovanému útoku. Organizátoři spiknutí známého pod názvem Rye House Plot, Arthur Capell, Algernon Sidney, William Russell a další spiklenci byli popraveni nebo zemřeli ve vězení. Králův bratr poté získal u dvora velký vliv.
Ráno 2. února 1685 utrpěl Karel náhlý záchvat mrtvice a o několik dní později zemřel. Poslední den svého života byl přijat do katolické církve. Dne 14. února byl pohřben ve Westminsterském opatství a jeho nástupcem se stal jeho bratr Jakub. Jeho snaha zrovnoprávnit katolické vyznání s protestantským vyvolala v zemi silné politické turbulence, jež vyvrcholily jeho svržením z trůnu a vyhnáním ze země v roce 1688, záhy po narození jeho jediného přeživšího syna a dědice Jakuba Františka z jeho druhého manželství s katoličkou Marií Beatricí d´Este; na trůn byli dosazeni starší dcera z jeho prvního manželství s Annou Hydeovou Marie II. Stuartovna a její manžel Vilém III. Oranžský.

## Odkaz
Karel II. jako patron umění a vědy pomohl založit Královskou společnost, jejímž členem byl například Isaac Newton a Královskou greenwichskou observatoř. Byl také osobním patronem Christophera Wrena, architekta, který pomohl obnovit Londýn po Velkém požáru. Wren také postavil Královskou nemocnici v Chelsea, kterou nechal Karel vybudovat pro válečné veterány. Divadelní licence udělované Karlem poprvé povolovaly, aby ženské divadelní role ztvárnily ženy. Soho Square postavené v sedmdesátých letech 17. století bylo původně pojmenováno na počest Karla II. jako King's Square.

## Potomci Karla II.
V roce 1662 se Karel II. v Portsmouthu oženil s Kateřinou z Braganzy (25. listopadu 1638 – 30. listopadu 1705), dcerou Jana IV. Portugalského a Luisy de Guzmán. Manželství Karla II. s Kateřinou bylo bezdětné – Kateřina byla sice vícekrát těhotná, ale dítě nikdy nedonosila. Karel II. měl však se svými milenkami řadu nelegitimních dětí, které uznal za své.
Byly to děti těchto jeho milenek:
- Lucy Walter (1630–1658):
  - James Scott, vévoda z Monmouthu (1649–1685), ⚭ 1663 Anne Scott (1651–1732), vévodkyně z Buccleuchu
- Elizabeth Killigrew (1622–1680), vikomtesa Shannon:
  - Charlotte Jemima Henrietta Maria FitzRoy (1650–1684), provdaná nejprve za Jamese Howarda a poté za Williama Pastona, 2. hraběte z Yarmouthu
- Catherine Pegge, lady Green:
  - Charles FitzCharles (1657–1680), zvaný Don Carlos, 1. hrabě z Plymouthu, ⚭ 1678 Bridget Osborne (1664–1718), dcera Thomase Osborna (1632–1712), 1. vévody z Leedsu
  - Catherine FitzCharles (1658–?)
- Barbara Palmer (1640–1709), hraběnka z Castlemaine a vévodkyně z Clevelandu:
  - Anne Palmer (Fitzroy) (1661–1722), manželka Thomase Lennarda, 1. hraběte ze Sussexu a 15. barona z  Dacre
  - Charles FitzRoy (1662–1730), 2. vévoda z Clevelandu a 1. vévoda ze Southamptonu
  - Henry FitzRoy, první vévoda z Graftonu (1663–1690), 1. vévoda z Graftonu, prapředek Diany, princezny z Walesu.
  - Charlotte Lee, hraběnka z Lichfieldu (1664–1718), manželka Edwarda Lee, 1. hraběte z Lichfieldu
  - George FitzRoy 1665–1716), 1. hrabě z Northumberlandu a 1. vévoda z Northumberlandu
  - Barbara FitzRoy (1672–1737), Karel II. ji uznal za svou dceru, ale existují i názory, že jejím otcem byl ve skutečnosti John Churchill, vévoda z Marlborough
- Eleonor "Nell" Gwyn:
  - Charles Beauclerk (1670–1726), 1. vévoda St Albans, ⚭ 1694 Diana de Vere (1679–1742). Potomci v mužské linii žijí dodnes.
  - James Beauclerk (1671–1680)
- Louise Renée de Keroual, vévodkyně z Portsmouthu a z Aubigny:
  - Charles Lennox (1672–1723), 1. vévoda z Richmondu a 1. vévoda Lennox, prapředek Diany, princezny z Walesu, Camilly, vévodkyně z Cornwallu a Sary Ferguson, vévodkyně z Yorku.
- Moll Davis (1648–1708):
  - Mary Tudor (1673–1726), manželka Edwarda Radclyffa, 2. hraběte z Derwentwater, později Henryho Grahama a Jamesa Rooka.

## Karel II. ve filmu
Ve filmu Libertin (2004), který vypráví příběh Johna Wilmota, hraběte z Rochesteru, hraje krále Karla II. John Malkovich. Čtyřdílná série BBC Moc a vášeň.
Ve filmu Čas smyslnosti (1995), který vypráví příběh mladého lékaře Roberta Merivela (Robert Downey Jr.), hraje krále Karla II. Sam Neill americký historický snímek v období restaurace podle románu Restoration.
V seriálu Děsivé dějiny televize BBC, který vypráví a zpívá dějiny vtipně, hrál Karla II. Mathew Baynton.

## Vývod z předků
|                  |                               |  |                      |                           |  |  |  |  |  |  |  | Matyáš Stuart, IV. hrabě z Lennoxu |
|                  |                               |  |                      |                           |  |  |  |  |  |  |  |                                    |
|                  | Jindřich Stuart, lord Darnley |  |                      |                           |  |  |  |  |  |  |  |                                    |
|                  |                               |  |                      |                           |  |  |  |  |  |  |  |                                    |
|                  |                               |  |                      | Markéta Douglasová        |  |  |  |  |  |  |  |                                    |
|                  |                               |  |                      |                           |  |  |  |  |  |  |  |                                    |
|                  | Jakub I. Stuart               |  |                      |                           |  |  |  |  |  |  |  |                                    |
|                  |                               |  |                      |                           |  |  |  |  |  |  |  |                                    |
|                  |                               |  |                      | Jakub V. Skotský          |  |  |  |  |  |  |  |                                    |
|                  |                               |  |                      |                           |  |  |  |  |  |  |  |                                    |
|                  | Marie Stuartovna              |  |                      |                           |  |  |  |  |  |  |  |                                    |
|                  |                               |  |                      |                           |  |  |  |  |  |  |  |                                    |
|                  |                               |  |                      | Marie de Guise            |  |  |  |  |  |  |  |                                    |
|                  |                               |  |                      |                           |  |  |  |  |  |  |  |                                    |
|                  | Karel I. Stuart               |  |                      |                           |  |  |  |  |  |  |  |                                    |
|                  |                               |  |                      |                           |  |  |  |  |  |  |  |                                    |
|                  |                               |  |                      | Kristián III. Dánský      |  |  |  |  |  |  |  |                                    |
|                  |                               |  |                      |                           |  |  |  |  |  |  |  |                                    |
|                  | Frederik II. Dánský           |  |                      |                           |  |  |  |  |  |  |  |                                    |
|                  |                               |  |                      |                           |  |  |  |  |  |  |  |                                    |
|                  |                               |  |                      | Dorotea Sasko-Lauenburská |  |  |  |  |  |  |  |                                    |
|                  |                               |  |                      |                           |  |  |  |  |  |  |  |                                    |
|                  | Anna Dánská                   |  |                      |                           |  |  |  |  |  |  |  |                                    |
|                  |                               |  |                      |                           |  |  |  |  |  |  |  |                                    |
|                  |                               |  |                      | Oldřich III. Meklenburský |  |  |  |  |  |  |  |                                    |
|                  |                               |  |                      |                           |  |  |  |  |  |  |  |                                    |
|                  | Žofie Meklenburská            |  |                      |                           |  |  |  |  |  |  |  |                                    |
|                  |                               |  |                      |                           |  |  |  |  |  |  |  |                                    |
|                  |                               |  |                      | Alžběta Dánská            |  |  |  |  |  |  |  |                                    |
|                  |                               |  |                      |                           |  |  |  |  |  |  |  |                                    |
| Karel II. Stuart |                               |  |                      |                           |  |  |  |  |  |  |  |                                    |
|                  |                               |  |                      |                           |  |  |  |  |  |  |  |                                    |
|                  |                               |  | Karel IV. Bourbonský |                           |  |  |  |  |  |  |  |                                    |
|                  |                               |  |                      |                           |  |  |  |  |  |  |  |                                    |
|                  | Antonín Bourbonský            |  |                      |                           |  |  |  |  |  |  |  |                                    |
|                  |                               |  |                      |                           |  |  |  |  |  |  |  |                                    |
|                  |                               |  |                      | Františka z Alençonu      |  |  |  |  |  |  |  |                                    |
|                  |                               |  |                      |                           |  |  |  |  |  |  |  |                                    |
|                  | Jindřich IV. Francouzský      |  |                      |                           |  |  |  |  |  |  |  |                                    |
|                  |                               |  |                      |                           |  |  |  |  |  |  |  |                                    |
|                  |                               |  |                      | Jindřich II. Navarrský    |  |  |  |  |  |  |  |                                    |
|                  |                               |  |                      |                           |  |  |  |  |  |  |  |                                    |
|                  | Jana III. Navarrská           |  |                      |                           |  |  |  |  |  |  |  |                                    |
|                  |                               |  |                      |                           |  |  |  |  |  |  |  |                                    |
|                  |                               |  |                      | Markéta z Angoulême       |  |  |  |  |  |  |  |                                    |
|                  |                               |  |                      |                           |  |  |  |  |  |  |  |                                    |
|                  | Henrietta Marie Bourbonská    |  |                      |                           |  |  |  |  |  |  |  |                                    |
|                  |                               |  |                      |                           |  |  |  |  |  |  |  |                                    |
|                  |                               |  |                      | Cosimo I. de Medici       |  |  |  |  |  |  |  |                                    |
|                  |                               |  |                      |                           |  |  |  |  |  |  |  |                                    |
|                  | František I. Medicejský       |  |                      |                           |  |  |  |  |  |  |  |                                    |
|                  |                               |  |                      |                           |  |  |  |  |  |  |  |                                    |
|                  |                               |  |                      | Eleonora Toledská         |  |  |  |  |  |  |  |                                    |
|                  |                               |  |                      |                           |  |  |  |  |  |  |  |                                    |
|                  | Marie Medicejská              |  |                      |                           |  |  |  |  |  |  |  |                                    |
|                  |                               |  |                      |                           |  |  |  |  |  |  |  |                                    |
|                  |                               |  |                      | Ferdinand I. Habsburský   |  |  |  |  |  |  |  |                                    |
|                  |                               |  |                      |                           |  |  |  |  |  |  |  |                                    |
|                  | Johana Habsburská             |  |                      |                           |  |  |  |  |  |  |  |                                    |
|                  |                               |  |                      |                           |  |  |  |  |  |  |  |                                    |
|                  |                               |  |                      | Anna Jagellonská          |  |  |  |  |  |  |  |                                    |
|                  |                               |  |                      |                           |  |  |  |  |  |  |  |                                    |